# 니와 나가히로

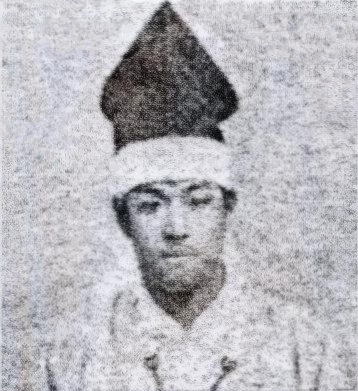
니와 나가히로

니와 나가히로(일본어: 丹羽長裕, 1859년 4월 17일 ~ 1886년 7월 29일)는 일본 에도 시대의 다이묘로, 니혼마쓰번의 12대(마지막) 번주이다. 어릴적 이름은 요리마루(頼丸)이며, 관위는 종5위이다.
데와 요네자와번주 우에스기 나리노리의 아홉 번째 아들로 태어났고, 어머니는 다카마쓰번주 마쓰다이라 요리히로(松平頼恕)의 딸이다. 니혼마쓰번이 신정부군과 싸우다 연이어 패전하고 결국 항복하였는데, 번주 니와 나가쿠니가 은퇴하고 가문 상속권을 물려주는 조건으로 가문의 유지가 인정되었기 때문에, 나가히로가 나가쿠니의 양자가 되어 1868년 번주 자리에 올랐다. 다만, 영지는 절반이 삭감되어 5만 석이 되었다. 이듬해, 판적봉환으로 번지사가 되었고, 폐번치현으로 면직되었다. 화족령 반포에 따라 자작이 되었고, 1886년에 28세의 나이로 사망하자 친동생 니와 나가야스가 그 뒤를 이었다.